# A Broken Frame
 A Broken Frame  (в пер. англ. «Зламана структура») — другий студійний альбом британського гурту Depeche Mode, випущений 27 вересня 1982, перший альбом, записаний гуртом після відходу Вінса Кларка, який створив новий ансамбль Yazoo з співачкою Елісон Мойї.

## Про альбом
A Broken Frame став більш серйозною і похмурою роботою, на відміну від свого попередника. Саме з цього альбому Мартін Гор став основним і фактично єдиним автором пісень Depeche Mode до 2001 року. Проте, жоден з синглів не мав довготривалого успіху . A Broken Frame став єдиним альбомом, жодна пісня з якого не була представлена на концертному відеоальбому 101 та збірнику реміксів Remixes 81-04. У період з 1987 по 2006 пісні з цього альбому не виконувалися гуртом на концертах. Алан Уайлдер хотів, щоб під час гастролей  Devotional Tour  у 1993 була виконана композиція «The Sun and the Rainfall», але ідея не була підтримана іншими членами гурту. Пісня «Leave in Silence» була виконана в акустичному перекладенні у Парижі під час гастрольного туру Touring the Angel у лютому 2006 року. Інша негативна сторона альбому — це те, що відеокліпи, створені Джуліен Темпл на пісні «Leave in Silence», «See You» і «The Meaning of Love», не сподобалися гурту через старомодність і дивні дії, які музикантам доводилося здійснювати під час зйомок. Жоден кліп в підсумку офіційно так і не транслювався на телебаченні.
Після релізу A Broken Frame Depeche Mode вирушили у своє перше світове турне, яке включало у себе відвідування Північної Америки, Європи і далекого Сходу. Гастролі в Англії і Європі проходили так само добре, як і у США. Новий учасник гурту Алан Уайлдер приєднався до них під час другої частини гастролей по Великій Британії, але поки неофіційно, і тому його імені не було в списку учасників гурту на альбомі A Broken Frame. Перевидання альбому вийшло 2 жовтня 2006 у Великій Британії і 3 жовтня у США.

## Трек-лист
1. Leave in Silence — 4:51
2. My Secret Garden — 4:46
3. Monument — 3:15
4. Nothing to Fear — 4:18
5. See You — 4:34
6. Satellite — 4:44
7. The Meaning of Love — 3:06
8. A Photograph of You — 3:04
9. Shouldn't Have Done That — 3:12
10. The Sun & the Rainfall — 5:02